# Панпушко, Семён Васильевич
Семён Васи́льевич Панпу́шко (1856 — 28 ноября 1891) — русский химик-артиллерист, преподаватель Михайловской артиллерийской академии и училища, погиб при снаряжении шестидюймового снаряда мелинитом.

## Биография
Родился в Царском Селе.
Учился в Нижегородской военной гимназии, а в 1872 году как лучший ученик переводится в Михайловское артиллерийское училище. По окончании выпускных экзаменов (1875 год) за дисциплинарный проступок был переведён фейерверкером в 35-ю артиллерийскую бригаду и подвергнут аресту.

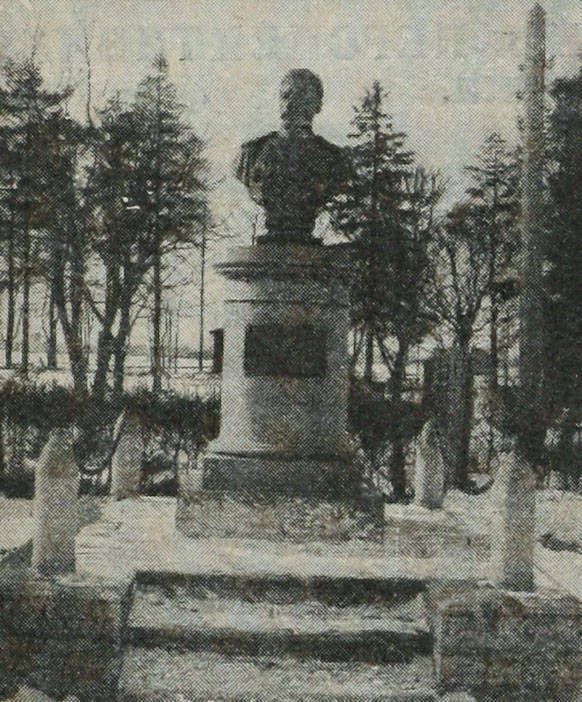
Бюст Панпушко, установленный на Главном артиллерийском полигоне

В сентябре 1875 года произведён в офицеры и переведён на службу в Кронштадтскую крепостную артиллерию.
В 1877 году поступил в Михайловскую артиллерийскую академию и в 1880 году окончил её с занесением имени на мраморную доску. Провёл учебный семестр в Висбадене у профессора Фрезениуса и вернулся в Россию с блестящим аттестатом.
Поступил на Санкт-Петербургский орудийный завод, затем переводится в Арсенал и в 1882 году приглашается репетитором по химии в артиллерийское училище. С осени 1887 по конец 1888 в заграничной командировке изучает производство взрывчатых веществ во Франции, Италии, Бельгии, Англии и Германии. По возвращении написал и напечатал (1890) солидный труд «Заводское приготовление пироксилина и нитроглицерина». Сочинение удостоено Михайловской премии и принято как диссертация на звание штатного преподавателя артиллерийской академии.
28 ноября 1891 года, в 2 часа пополудни, на главном артиллерийском полигоне, при снаряжении пяти шестидюймовых бомб мелинитом произошёл взрыв. Вместе с Панпушко погибли бомбардир Василий Егоров, канонир Осип Виноградов и канонир Пётр Шавров. Согласно показаниям единственного выжившего, взрыв был вызван грубым нарушением техники безопасности: по ключу для завинчивания дна снаряда били. После этого работы по применению новых взрывчатых веществ в артиллерии в России практически прекратилось, что позднее негативно отразилось на ходе Русско-японской войны.
Похоронен в Царском Селе на Казанском кладбище.